# Абдул Кадер Кейта
Абду́л Каде́р Кейта́ (фр. Abdul Kader Keïta; нар. 6 серпня 1981, Абіджан, Кот-д'Івуар) — івуарійський футболіст. Атакувальний півзахисник.

## Досягнення
«Аль-Айн»
- Чемпіон ОАЕ: 2001—2002
- Володар клубного кубка чемпіонів Перської затоки: 2001

«Садд»
- Переможець Ліги чемпіонів: 2011
- Чемпіон Катару: 2004
- Володар Кубка Еміра: 2003, 2005
- Володар Кубка наслідного принца Катару: 2003
- Володар Кубка зірок Катару: 2010

«Ліон»
- Чемпіон Франції: 2007—2008
- Володар кубка Франції: 2007—2008
- Володар суперкубка Франції: 2007

Кот-д'Івуар
- Срібний призер Кубка африканських націй: 2012